# ONEFA 2010
La temporada 2010 de la Liga Mayor de la ONEFA fue la octogésima edición del torneo de Fútbol Americano Colegial más importante y tradicional de México. El torneo tuvo lugar entre septiembre y noviembre, con la participación de las principales universidades públicas del país. Al igual que en las dos competencias anteriores, esta fue una temporada marcada por la controversia, ya que varios equipos declinaron su participación luego de que tuvieran conflictos de intereses con la Liga.

## Cronología

### Febrero
- En el Congreso de la ONEFA se admite a los equipos del Instituto Tecnológico y de Estudios Superiores de Monterrey (ITESM), que un año antes habían solicitado su salida; sin embargo, no se les admite en el rol de juegos de la temporada 2010.
- Los Equipos del ITESM vuelven a solicitar su salida de la Liga Mayor. A ellos se les unen la Universidad Regiomontana y la Universidad de las Américas.

### Marzo
- Se entregan los premios "Casco de Oro" a los jugadores más destacados de la temporada 2009

### Abril
- Los equipos del ITESM, UDLA y UR anuncian la creación de la "Liga Premier", respaldada por la Comisión Nacional Deportiva Estudiantil de Instituciones Privadas (CONADEIP).

### Septiembre
- Comienza la temporada regular en Monterrey con el partido Leones UMM vs Auténticos Tigres.

### Noviembre
- Se anuncia la cancelación del Tazón Azteca 2010, debido a la ola de violencia en Monterrey.

## Equipos participantes
* Estadio provisional

## Calendario y resultados

### Postemporada
Conferencia del Norte
|  | Semifinales                            | Semifinales            |    |  | Final                                  | Final |  |
|  |                                        |                        |    |  |                                        |       |  |
|  | Estadio Olímpico de la UACH, 13/11/10. |                        |    |  |                                        |       |  |
|  | Águilas UACH                           | 48                     |    |  |                                        |       |  |
|  | Lobos UAC                              | 28                     |    |  |                                        |       |  |
|  |                                        |                        |    |  |                                        |       |  |
|  |                                        |                        |    |  | Estadio Olímpico de la UACH, 20/11/10. |       |  |
|  |                                        |                        |    |  | Águilas UACH                           | 37    |  |
|  |                                        | Linces UVM Guadalajara | 22 |  |                                        |       |  |
|  |                                        |                        |    |  |                                        |       |  |
|  |                                        |                        |    |  |                                        |       |  |
|  |                                        |                        |    |  |                                        |       |  |
|  | C.D. Monterrey, 13/11/10.              |                        |    |  |                                        |       |  |
|  | Leones UMM                             | 17                     |    |  |                                        |       |  |
|  | Linces UVM Guadalajara                 | 27                     |    |  |                                        |       |  |

Conferencia del Centro
|  | Semifinales                               | Semifinales       |    |  | Final                                     | Final |  |
|  |                                           |                   |    |  |                                           |       |  |
|  | Estadio Olímpico Universitario, 13/11/10. |                   |    |  |                                           |       |  |
|  | Pumas CU                                  | 25                |    |  |                                           |       |  |
|  | Linces UVM                                | 6                 |    |  |                                           |       |  |
|  |                                           |                   |    |  |                                           |       |  |
|  |                                           |                   |    |  | Estadio Olímpico Universitario, 20/11/10. |       |  |
|  |                                           |                   |    |  | Pumas CU                                  | 31    |  |
|  |                                           | Auténticos Tigres | 21 |  |                                           |       |  |
|  |                                           |                   |    |  |                                           |       |  |
|  |                                           |                   |    |  |                                           |       |  |
|  |                                           |                   |    |  |                                           |       |  |
|  | Estadio Universitario (UANL), 12/11/10.   |                   |    |  |                                           |       |  |
|  | Auténticos Tigres                         | 28                |    |  |                                           |       |  |
|  | Águilas Blancas                           | 24                |    |  |                                           |       |  |

Conferencia del Sur
|  | Semifinales                      | Semifinales |    |  | Final                            | Final |  |
|  |                                  |             |    |  |                                  |       |  |
|  | Estadio Juan Pichardo, 19/11/10. |             |    |  |                                  |       |  |
|  | Potros Salvajes UAEM             | 21          |    |  |                                  |       |  |
|  | Centinelas CGP                   | 14          |    |  |                                  |       |  |
|  |                                  |             |    |  |                                  |       |  |
|  |                                  |             |    |  | Estadio Juan Pichardo, 26/11/10. |       |  |
|  |                                  |             |    |  | Potros Salvajes UAEM             | 23    |  |
|  |                                  | Leones UA   | 20 |  |                                  |       |  |
|  |                                  |             |    |  |                                  |       |  |
|  |                                  |             |    |  |                                  |       |  |
|  |                                  |             |    |  |                                  |       |  |
|  | Coliseo Maya, 20/11/10.          |             |    |  |                                  |       |  |
|  | Leones UA                        | 14          |    |  |                                  |       |  |
|  | Pumas Acatlán                    | 13          |    |  |                                  |       |  |

## PremiosONEFA2010
Los premios ONEFA 2010 se entregaron poco antes de iniciar la temporada 2011. En esta ocasión se premió a los mejores jugadores y entrenadores de cada Conferencia. 

### Conferencia Norte
- Entrenador del año: Carlos Altamirano, Águilas UACH
- Jugador Ofensivo: Kevin Alemán, corredor, Lobos UAC
- Jugador Más Valioso: Paul Beltrán, QB, Águilas UACH

### Conferencia Centro
- Entrenador del año: Raúl Rivera, Pumas CU
- Jugador Ofensivo: José Carlos Maltos, pateador, Auténticos Tigres
- Jugador Defensivo: Fernando Lozano, LB, Pumas CU
- Jugador Más Valioso: Luis Ernesto Acosta, QB, Linces UVM Lomas Verdes

### Conferencia Sur
- Entrenador del año: Carmelo Velázquez, Potros Salvajes UAEM
- Jugador Ofensivo: Joaquín Juárez, QB, Centinelas CGP
- Jugador Defensivo: Salvador Santamaría, Toros Salvajes Chapingo
- Jugador Más Valioso: Luis Ángeles Pérez, receptor, Pumas Acatlán

- Datos: Q6047755